# Radamaea
Radamaea es un género plantas fanerógamas perteneciente a la familia Scrophulariaceae. Ahora clasificada dentro de la familia Orobanchaceae. Comprende 5 especies descritas y   aceptadas.

## Taxonomía
El género fue descrito por George Bentham y publicado en Prodromus Systematis Naturalis Regni Vegetabilis 10: 509. 1846.    La especie tipo es:  Radamaea prostrata Benth.	

## Especies aceptadas
A continuación se brinda un listado de las especies del género Radamaea  aceptadas hasta mayo de 2014, ordenadas alfabéticamente. Para cada una se indica el nombre binomial seguido del autor, abreviado según las convenciones y usos: 
- Radamaea latifolia Bonati
- Radamaea montana Benth.
- Radamaea perrieri
- Radamaea prostrata Benth.
- Radamaea rupestris Bonati